# (4571) Grumiaux
(4571) Grumiaux es un asteroide perteneciente al cinturón de asteroides, descubierto el 8 de septiembre de 1985 por Henri Debehogne desde el Observatorio de La Silla, Chile.

## Designación y nombre
Designado provisionalmente como 1985 RY3. Fue nombrado Grumiaux en honor al violinista belga Arthur Grumiaux estudió en los conservatorios de Charleroi y Bruselas. Después de ganar el premio Vieuxtemps en el año 1939 se trasladó a París para estudiar con Georges Enesco.

## Características orbitales
Grumiaux está situado a una distancia media del Sol de 3,176 ua, pudiendo alejarse hasta 3,704 ua y acercarse hasta 2,648 ua. Su excentricidad es 0,166 y la inclinación orbital 1,502 grados. Emplea 2067 días en completar una órbita alrededor del Sol.

## Características físicas
La magnitud absoluta de Grumiaux es 12,4. Tiene 15,115 km de diámetro y su albedo se estima en 0,102.